# Too Bad
Too Bad — 7-й сингл канадской альтернативной рок-группы Nickelback из альбома Silver Side Up, выпущенный 26 февраля 2002 года. Сингл оказался достаточно популярным и повторил успех Leader of Men.

## Песня
Слова и музыка песни Too Bad были написаны вокалистом группы Чедом Крюгером. В композиции отражены воспоминания и переживания юного Чеда, росшего без отца, который оставил семью, когда будущему рок-музыканту было всего два года.

## Видеоклип
В клипе показана жизнь простой американской семьи. Отец работает фермером, мать — поваром в маленьком кафе, сын учится в школе. Начинается клип с того, что глава семьи находит в почтовом ящике извещение о том, что их дом опечатан за долги. Когда жена и сын возвращаются домой, мужчина садится в пикап и уезжает. Женщина находит приколоченное к двери извещение, а мальчик — оставленные ему отцом военные жетоны.
Проходит несколько лет. Сыну становится известно, что отец работает на лесопилке и что он много раз звонил его матери, чтобы извиниться. Но та не хотела с ним разговаривать и вешала трубку. Мальчик все эти годы хранил жетоны отца. Однажды он сильно ссорится с матерью и уезжает из дома. Во время поездки на автомобиле он вспоминает об отце и теряет управление. Машина вылетает в кювет.
Вскоре к месту аварии приезжает «скорая». Отец, узнав, что сын попал в аварию, тут же приезжает домой. Вскоре в дом входит сын на костылях — он повредил ногу при аварии — в сопровождении матери. Отец и сын встречаются взглядами. Заканчивается видео тем, что мать с улыбкой смотрит в окно на улицу, где прогуливаются и разговаривают отец и сын.
Клип был снят при содействии студии Roadrunner Records.

## Список композиций
1. Too Bad (Diggla Mix) — 3:29
2. Yanking Out My [Heart] — 3:34
3. Learn the Hard Way — 2:54

## Чарты
| Чарт (2002)                                  | Наивысшая позиция |
| -------------------------------------------- | ----------------- |
| Австралия (ARIA)                             | 56                |
| Austrian Singles Chart                       | 26                |
| Бельгия (Ultratop 50)                        | 23                |
| Великобритания (The Official Charts Company) | 9                 |
| Ирландия (IRMA)                              | 6                 |
| Италия (FIMI)                                | 50                |
| Нидерланды (Dutch Top 40)                    | 16                |
| США Billboard Hot 100                        | 42                |
| США Billboard Pop Songs                      | 23                |
| США Billboard Hot Mainstream Rock Tracks     | 1                 |
| США Billboard Alternative Songs              | 6                 |
| Румыния (Romanian Top 100)                   | 100               |
| Швейцария (Schweizer Hitparade)              | 16                |